# 2. Faustball-Bundesliga
Die 2. Faustball-Bundesliga der Männer wie der Frauen ist die zweithöchste nationale Spielklasse im deutschen Faustball. Der Spielbetrieb findet in einer in vier regionalen Staffeln aufgeteilten Liga statt und wird von der Deutschen Faustball-Liga organisiert.

## Modus
Die 2. Faustball-Bundesliga der Herren ist in eine Nord-, Ost-, West- und eine Südstaffel unterteilt. Die 2. Faustball-Bundesliga der Damen war bis zur Feldsaison 2024 ebensfalls in eine Nord-, Ost, West und eine Südstaffel unterteilt. Die Vereine der Staffeln Nord und Ost können in die 1. Bundesliga Nord, die Vereine aus den Staffeln West und Süd in die 1. Bundesliga Süd aufsteigen. Zum Bereich der 2. Bundesliga Nord gehören Vereine aus den Bundesländern Hamburg, Bremen, Niedersachsen und Nordrhein-Westfalen. Der Ost-Staffel sind die Vereine Mecklenburg-Vorpommerns, Schleswig-Holsteins, Brandenburgs, Berlins und Sachsen-Anhalts zugeordnet. In der 2. Bundesliga West spielen Vereine aus den Bundesländern Hessen, Rheinland-Pfalz, dem Saarland und dem Landesturnverband Baden. Der 2. Bundesliga Süd gehören Vereine aus Sachsen, Thüringen, Bayern und dem Landesturnverband Schwaben an.
Die vier Staffeln umfassen je neun Mannschaften (im Osten derzeit nur sieben bzw. acht (Männer) bzw. vier (Frauen)). Sie treten in Hin- und Rückspielen gegeneinander an. Hierbei treffen sich je drei Teams, um einen Doppelspieltag zu bestreiten, bei dem die Gastgeber zur ersten und zur abschließenden dritten Partie antreten.
Die beiden erstplatzierten Mannschaften jeder Staffel qualifizieren sich für die Aufstiegsrunde zur ersten Faustball-Bundesliga. Von den jeweils vier Mannschaften der beiden Aufstiegsrunden steigen der jeweils Erste und Zweite in die Bundesligen Nord und Süd auf.
Die beiden letztplatzierten Mannschaften steigen in die nachgeordneten Ligen der Landesturnverbände ab.
Ab 2025 gibt es bei den Damen in der Feld wie auch in der Halle-Saison nur noch eine 2. Bundesliga Nord-Ost und eine Süd-West.

## Mannschaften der Männer Feldsaison 2025 (Mai bis September)
| Nord | Ost | West | Süd |
| --- | --- | --- | --- |
| MTV Vorsfelde TSV Abbenseth TK Hannover TSV Burgdorf TuS Empelde (A) MTV Wangersen (A) ETV Hamburg (N) SV Düdenbüttel (N) Ohligser TV | VfK 1901 Berlin II SG Stern Kaulsdorf DJK Süd Berlin DK-Team Nordschleswig Großenasper SV SG Bademeusel TuS Wakendorf-Götzberg MSV Buna Schkopau (N) SV Lok Rangsdorf (N) Berliner TS II (zurückgezogen) SG Chemie Zeitz (zurückgezogen) | TV Wünschmichelbach TSV Karlsdorf TV Rendel TV 1880 Käfertal II TSG Tiefenthal TV Dieburg (N) TV 1865 Waibstadt (A) TV Völklingen (N) TSG Darmstadt (N) | NLV Stuttgart-Vaihingen TV Vaihingen/Enz TV Augsburg ASV Veitsbronn TV Eibach 03 TV Trichtingen (N) MTV Rosenheim (N) TSV Calw II (N) SC DHfK Leipzig (N) |

Aufstiegsspiele zur 2. Bundesliga Nord 2026:
1. 		MTV Oldendorf
2. 		TuS Spenge
3. 		TV Brettorf 2

Aufstiegsspiele zur 2. Bundesliga Ost 2026: nicht ausgetragen

Aufstiegsspiele zur 2. Bundesliga West 2026:
1. 		FBC Offenburg
2. 		TB Oppau
3. 		FB Kippenheim
4. 		TV Dörnberg
5. 		TV Langen
6. 		TSV Pfungstadt II

Aufstiegsspiele zur 2. Bundesliga Süd 2026:
1. 		TSV Grafenau 	
2. 		TV Neugablonz
3. 		SSV Heidenau
4. 		TV Ochsenbach
5. 		SV Kubschütz
6. 		TV 98 Erfurt

## Mannschaften der Männer Hallensaison 2025/26 (November bis Februar)
| Nord | Ost | West | Süd |
| --- | --- | --- | --- |
| MTV Vorsfelde Ahlhorner SV TSV Bardowick TuS Empelde TSV Burgdorf ETV Hamburg TV Brettorf II (N) TSV Hagen 1860 (N) Ohligser TV (N) | VfK 1901 Berlin II (zurückgezogen) SG Stern Kaulsdorf SV 90 Fehrbellin DJK Süd Berlin MSV Buna Schkopau (A) TuS Wakendorf-Götzberg (N)zurückgezogen TSV Schülp SV Lok Rangsdorf SG Bademeusel (N) | TSV Karlsdorf (A) TB Oppau TV Rendel TV 1865 Waibstadt II TV Wünschmichelbach TV 1880 Käfertal II (N) TV Dieburg TV Völkingen TG Offenbach (N) | TV Augsburg NLV Stuttgart-Vaihingen (A) TV Vaihingen/Enz TV Eibach 03 TV Segnitz TSV Unterpfaffenhofen TSV Grafenau TV Ochsenbach TV Trichtingen |

## Mannschaften der Frauen Feldsaison 2025 (Mai bis September)
| Nord-Ost | Süd-West |
| --- | --- |
| Lemwerder TV TV Brettorf II TK Hannover (A) VfL Kellinghusen II TSV Breitenberg MTSV Selsingen TSV Hagen 1860 Tus Wakendorf-Döhlen Ohligser TV II zurückgezogen | TSV Gärtringen zurückgezogen ESV Dresden (N)zurückgezogen TV Unterhaugstett TSV Staffelstein TSV Ötisheim TV Herrnwahlthann SV Tannheim TV Öschelbronn TSV Calw II |

Aufstiegsspiele zur 2. Bundesliga Nord-Ost 2026: entfallen

Aufstiegsspiele zur 2. Bundesliga Süd-West 2026: entfallen

## Mannschaften der Frauen Hallensaison 2025/26 (November bis Februar)
| Nord-Ost | Süd-West |
| --- | --- |
| Ahlhorner SV II TSV Essel TK Hannover VfL Kellinghusen II Lemwerder TV TV Brettorf II TSV Breitenberg (N) MTSV Selsingen (N) Ohligser TV II zurückgezogen | TSV Staffelstein SV Energie Görlitz SV Tannheim TV Herrnwahlthann TSV Calw II TV Öschelbronn TV Augsburg TG Biberach TSV Dennach II |

## Bisherige Meister der Männer Hallensaison (Auszug)
| Jahr    | Nord                    | Ost                   | West                | Süd                 |
| ------- | ----------------------- | --------------------- | ------------------- | ------------------- |
| 2023/24 | Ahlhorner SV            | SG Stern Kaulsdorf    | TSV Karlsdorf       | TV Stammheim        |
| 2022/23 | TK Hannover             | TSV Lola              | TV 1865 Waibstadt I | TV Vaihingen/Enz    |
| 2021/22 | SV Moslesfehn           | Berliner TS           | TSV Karlsdorf       | TV Waldrennach      |
| 2020/21 | SV Moslesfehn           | Berliner TS           | TV Wünschmichelbach | TV Hohenklingen     |
| 2019/20 | SV Armstorf             | TSV Lola              | TB Oppau            | TSV Calw            |
| 2018/19 | TV GH Brettorf II       | Berliner TS I         | TV 1865 Waibstadt   | MTV Rosenheim       |
| 2015/16 | TV Voerde               | SG Stern Kaulsdorf    | TB Oppau            | TV Unterhaugstett   |
| 2014/15 | TV Voerde I             | SV 90 Fehrbellin      | TV 1865 Waibstadt   | TV Waldrennach      |
| 2013/14 | TK Hannover             | VfL Kellinghusen I    | TV Wünschmichelbach | MTV Rosenheim       |
| 2012/13 | TSV Bayer 04 Leverkusen | SG Stern Kaulsdorf I  | FFW Offenburg       | TV Augsburg         |
| 2011/12 | DJK Odenkirchen         | SG Stern Kaulsdorf    | TV 1865 Waibstadt   | TV Augsburg         |
| 2010/11 | TSV Hagen 1860          | SG Stern Kaulsdorf    | TV 1865 Waibstadt   | TV Augsburg         |
| 2009/10 | TSV Bayer 04 Leverkusen | VfK 01 Berlin II      | TV 1865 Waibstadt   | TSV Grafenau        |
| 2008/09 | Leichlinger TV          | VfK 01 Charlottenburg | TSG Tiefenthal      | TSV Schwieberdingen |
| 2007/08 | TV Brettorf             | VfL Grün-Gold Güstrow | TV Wünschmichelbach | TSV Grafenau        |
| 2006/07 | MTV Hammah              | ESV Schwerin          | TV Öschelbronn      | TSV Roth            |
| 2005/06 | SV Moslesfehn           | ESV Schwerin          | TSV Pfungstadt      | TV Stammheim        |
| 2004/05 | SV Moslesfehn           | VfK 01 Charlottenburg | TUS Oggersheim      | TSV Schwieberdingen |
| 2003/04 | Leichlinger TV          | SG Stern Kaulsdorf    | TV Klarenthal       | SSV GW Gersdorf     |

## Bisherige Meister der Männer Feldsaison (Auszug)
| Jahr | Nord                    | Ost                   | West                | Süd                      |
| ---- | ----------------------- | --------------------- | ------------------- | ------------------------ |
| 2023 | TSV Abbenseth           | SG Stern Kaulsdorf    | TV 1865 Waibstadt I | TV Segnitz               |
| 2022 | Ahlhorner SV            | SG Chemie Zeitz       | FG Griesheim        | TV Stammheim             |
| 2021 | SV Moslesfehn           | TSV Lola              | TV 1865 Waibstadt I | TV Augsburg              |
| 2020 | SV Armstorf             | SG Bademeusel         | TV 1865 Waibstadt I | TV Augsburg              |
| 2019 | Leichlinger TV          | SG Bademeusel         | TV 1865 Waibstadt I | TV Waldrennach           |
| 2018 | SV Moslesfehn           | Berliner TS           | TV 1865 Waibstadt I | TV Unterhaugstett        |
| 2016 | Leichlinger TV          | Berliner Turnerschaft | TV 1880 Käfertal    | TV Unterhaugstett        |
| 2015 | TK Hannover             | SG Stern Kaulsdorf    | TSG Tiefenthal      | TV Stammheim             |
| 2014 | TV Voerde               | Berliner Turnerschaft | TV Wünschmichelbach | TV Waldrennach I         |
| 2013 | TV Voerde               | SG Stern Kaulsdorf I  | TV 1865 Waibstadt   | TV Stammheim I           |
| 2012 | TuS Dahlbruch           | SG Stern Kaulsdorf I  | TV 1865 Waibstadt   | TV Schweinfurt-Oberndorf |
| 2011 | TSV Hagen 1860          | VfK 01 Berlin II      | TV Öschelbronn      | TV Waldrennach           |
| 2010 | TSV Bayer 04 Leverkusen | SZ Ohrstedt           | TV 1865 Waibstadt   | TV Schweinfurt-Oberndorf |
| 2009 | TSV Essel               | SV 90 Fehrbellin      | TSV Pfungstadt      | TuS Frammersbach         |
| 2008 | MTV Diepenau            | SG Stern Kaulsdorf    | TSG Tiefenthal      | ASV Veitsbronn           |
| 2007 | SV Moslesfehn           | SG Stern Kaulsdorf    | TSG Tiefenthal      | TV Segnitz               |
| 2006 | SV Moslesfehn           | VfK 01 Berlin         | TSV Bretten         | TV Stammheim             |
| 2005 | Leichlinger TV          | ESV Schwerin          | TV Weisel           | TV Unterhaugstett        |
| 2004 | SV Moslesfehn           | VfK 01 Berlin         | TV 1865 Waibstadt   | TV Waldrennach           |
| 2003 | MTV Diepenau            | Großenasper SV        | TUS Oggersheim      | TV Stammheim             |
| 2002 | TK Hannover             | SG Stern Kaulsdorf    | TUS Oggersheim      | SpVgg Weil der Stadt     |
| 2001 | MTV Diepenau            | SG Stern Kaulsdorf    | TV 1865 Waibstadt   | TSV Schwieberdingen      |
| 2000 | Ahlhorner SV            | TSV Schülp            | TV Weisel           | TV Obernhausen           |

## Bisherige Meister der Frauen Hallensaison (Auszug)
| Jahr    | Nord                      | Ost                   | West                 | Süd                   |
| ------- | ------------------------- | --------------------- | -------------------- | --------------------- |
| 2023/24 | Ahlhorner SV II           | MTV Wangersen         | TSV Calw II          | SV Tannheim           |
| 2022/23 | Wardenburger TV           | TSV Wiemersdorf       | TSV Gärtringen       | SV Tannheim           |
| 2021/22 | Ohligser TV               | MTV Wangersen         | TV Vaihingen/Enz     | TSV Staffelstein      |
| 2020/21 | Wardenburger TV           | TSV Wiemersdorf       | TV GH Bretten        | TSV Schwieberdingen   |
| 2019/20 | Ohligser TV               | SV Düdenbüttel I      | TV Weisel            | TV Segnitz            |
| 2018/19 | TSV Bayer 04 Leverkusen   | SV Düdenbüttel I      | TV 1880 Käfertal     | TSV Ötisheim          |
| 2015/16 | TV Brettorf               | Güstrower SC 09       | TuS Rot-Weiß Koblenz | TV Segnitz\|          |
| 2014/15 | Lemwerder TV              | VfK 1901 Berlin       | VfL Kirchen          | SV Tannheim           |
| 2013/14 | TV Voerde                 | -                     | TuS Rot-Weiß Koblenz | TV Unterhaugstett     |
| 2012/13 | TV Voerde                 | VfL Kellinghusen      | TuS Rot-Weiß Koblenz | TV Vaihingen/Enz      |
| 2011/12 | TV Brettorf               | SG Stern Kaulsdorf    | TuS Rot-Weiß Koblenz | TV Eibach 03 Nürnberg |
| 2010/11 | Ahlhorner SV II           | Güstrower SC 09       | TSV Karlsdorf        | SV Erlenmoos          |
| 2009/10 | TV Voerde                 | ESV Schwerin          | Koblenz              | TV Obernhausen        |
| 2008/09 | TV Westfalia Hamm         | TG in Berlin          | TB Oppau             | TSV Calw              |
| 2007/08 | TuS Hilchenbach           | SG Bademeusel         | TuS Rot-Weiß Koblenz | ATS Kulmbach          |
| 2006/07 | MTSV Selsingen            | VfK 1901 Berlin       | TSV Karlsdorf        | SV Amendingen         |
| 2005/06 | TV Jahn Schneverdingen II | ESV Schwerin          | TG Oggersheim        | TSV Gärtringen        |
| 2004/05 | TV Jahn Schneverdingen II | VfL Grün-Gold Güstrow | TB Oppau             | TV Kornwestheim       |
| 2003/04 | TV Brettorf               | ESV Schwerin          | TG Oggersheim        | SV Amendingen         |

## Bisherige Meister der Frauen Feldsaison (Auszug)
| Jahr | Nord                    | Ost                    | West                   | Süd                     |
| ---- | ----------------------- | ---------------------- | ---------------------- | ----------------------- |
| 2023 | Hammer SC 08            | TSV Essel              | TV Vaihingen/Enz       | SV Energie Görlitz      |
| 2022 | Hammer SC 08            | MTV Wangersen          | TV 1880 Käfertal       | SV Energie Görlitz      |
| 2021 | Ohligser TV             | MTV Wangersen          | TV 1880 Käfertal       | SV Energie Görlitz      |
| 2020 | Ohligser TV             | TSV Essel              |                        | ASV Veitsbronn          |
| 2019 | Wardenburger TV         | MTV Wangersen          | TSV Ötisheim           | TSV Gärtringen          |
| 2018 | Lemwerder TV            | SV Düdenbüttel I       | TSV Pfungstadt         | TV Unterhaugstett       |
| 2016 | TSV Bayer 04 Leverkusen | TSV Bardowick          | TV Obernhausen         | TV Segnitz              |
| 2015 | TK Hannover             | TSV Bardowick          | TuS Rot-Weiß Koblenz   | TV Eibach 03 Nürnberg   |
| 2014 | TSV Essel               | VfL Kellinghusen       | TuS Rot-Weiß Koblenz   | TV Segnitz              |
| 2013 | Wardenburger TV         | VfL Kellinghusen       | VfL Kirchen            | TG Landshut             |
| 2012 | TG 1881 Düsseldorf      | Güstrower SC 09        | TuS Rot-Weiß Koblenz   | TG Landshut             |
| 2011 | MTSV Selsingen I        | SG Bademeusel          | TV Rendel              | TV Eibach 03 Nürnberg   |
| 2010 | USC Bochum              | SG Bademeusel          | TV Obernhausen         | TV Eibach 03 Nürnberg   |
| 2009 | MTSV Selsingen          | -                      | TuS Aschaffenburg-Damm | TSV Calw                |
| 2008 | TSV Eldagsen            | Turngemeinde in Berlin | TV Obernhausen         | TV Eibach 03 Nürnberg   |
| 2007 | TV Westfalia Hamm       | VfK 1901 Berlin        | VfB Altrip             | ATS Kulmbach            |
| 2006 | TSV Eldagsen            | SG Bademeusel          | TSV Karlsdorf          | SSV BW Gersdorf         |
| 2005 | TV Westfalia Hamm       | VfL Grün-Gold Güstrow  | TV Dieburg             | TSV Dennach             |
| 2004 | TV Voerde II            | VfK 1901 Berlin        | TV 1880 Käfertal       | NLV Stuttgart-Vaihingen |
| 2003 | USC Bochum              | ESV Schwerin           | TSV Bleidenstadt       | Hirschfelder SV         |
| 2002 | TV Jahn Schneverdingen  | Großenasper SV         | TV 1880 Käfertal       | TV Eibach 03 Nürnberg   |
| 2001 | USC Bochum              | TG in Berlin           | TV Wehen               | TSV Dennach             |
| 2000 | SV Düdenbüttel          | TSV Hollingstedt       | TV 1880 Käfertal       |                         |